# Estadio IPD de Puerto Maldonado
El Estadio IPD de Puerto Maldonado es un estadio ubicado en Puerto Maldonado. Es utilizado para el torneo fútbol de la Copa Perú y la liga distrital de Tambopata.

En el 2015 el estadio albergó la feria ExpoAmazónica.